# Pleca

Pleca entera y pleca partida.

La pleca es un carácter usado en matemáticas para representar el valor absoluto, el módulo, determinantes, como símbolo de «tal que» o «que cumple» y con índices como símbolo de rango; en lexicografía, para separar acepciones y subacepciones; y, en informática, como operador de disyunción «o» o para tuberías. En este último caso, también se denomina al carácter, por extensión, tubería.
El diccionario DRAE define pleca o barra vertical (en este sentido) como

Signo ortográfico auxiliar (|) utilizado en métrica para separar los pies que componen los versos y, en fonética, para marcar una pausa breve dentro de un enunciado.
Pleca

En el Diccionario Clave se la define como 

En imprenta, signo gráfico formado por una línea y que se usa generalmente para separar distintas partes de un texto.

## Usos
- En imprenta se ha usado en posición horizontal debajo de un título, o bien para separar dos textos.
- En lexicografía, a la hora de elaborar diccionarios, lexicones, etc. para separar subacepciones, cuando las acepciones ya están separadas por una pleca doble.
- Alguna vez, si es necesario, puede funcionar como sustituto de la barra (/) en la disposición de versos en línea.
- En informática, se utiliza el símbolo | para designar a las tuberías (pipe).
- En lenguaje wiki, se usa dentro de un vínculo interno (doble corchete) para que muestre otro texto distinto del título de la página a que dirige. Por ejemplo, si en Wikipedia se escribe [[Perro|Can]], el enlace aparecerá con el texto "Can", pero redirigirá a la página http://es.wikipedia.org/wiki/Perro.

## Pleca doble
Es un signo que consiste en dos plecas dispuestas de forma paralela. La Real Academia Española hace uso de ella en el DRAE, y la define como doble barra vertical.

### Usos
- Se usa en los diccionarios para separar las distintas acepciones de una palabra.
- En un enunciado en el que se cita una obra original sirve para indicar que en esa obra original se ha cambiado de párrafo.
- En fonética marca una pausa larga dentro de un texto.
- También en la métrica marca una pausa, como por ejemplo en el caso de la cesura. Puede sustituirse por la barra doble en el caso de que el verso esté escrito en cursiva.

¡Oh muerte que das vida! || ¡Oh dulce olvido!
¡Oh muerte que das vida! // ¡Oh dulce olvido!

- En matemáticas se utiliza para indicar la Norma vectorial, es decir; la longitud de un vector.

- En lenguajes de programación suele representarse mediante una doble barra el operador lógico OR.

## Codificación
Aunque la barra vertical es accesible desde la mayoría de variantes de teclado, hay casos en los que diseñadores web, editores de Wikis, programadores informáticos y otras personas necesitan codificar la barra vertical —normalmente porque se trata de un símbolo especial de su código fuente y necesitan mostrar el símbolo al usuario final.
El American Standard Code for Information Interchange (ASCII-1963), enunciado en 1963, es uno de los primeros y más ampliamente utilizados mapas de caracteres, con solo 69 caracteres imprimibles. La barra vertical ("|") ocupa la posición decimal 124 de ASCII-1963. La barra partida ("¦") no forma parte del juego de caracteres ASCII en ninguna versión pero un carácter separado que apareció junto a la barra vertical en la familia de juegos de caracteres EBCDIC fue incluido en ISO 8859-1 y Unicode.

### En los mapas de caracteres más frecuentes
Unicode
hexadecimal (base-16): 007C
UTF-8
hexadecimal: 7C
ASCII
decimal (base-10): 124, o hexadecimal: 7C
ISO/IEC 8859-1
hexadecimal: 7C
Shift-JIS Men-Ku-Ten
1-01-35
EBCDIC (variante CCSID 500)
hexadecimal: BB